# 1969 - I giorni della rabbia
1969 - I giorni della rabbia (1969) è un film drammatico del 1988, scritto e diretto da Ernest Thompson.
Le musiche originali sono di Michael Small.

## Trama
Nel 1969, nel periodo della guerra del Vietnam, Ralph Karr e Scott Denny vivono in un piccolo sobborgo medio-borghese del Maryland. Scott ha un fratello di nome Alden, che litiga spesso con Ralph a causa delle diverse idee sulla guerra. Idee condivise da Scott, e per le quali finisce col litigare con il padre Cliff.
Scott e Ralph decidono di passare l'estate sulla strada, vivendo l'esperienza della vita libera che lo stile hippy può offrire. La morte di Alden riesce a riavvicinare padre e figlio, finalmente capaci di capire il vero prezzo della guerra.